# Filmografia lui Laurence Fishburne

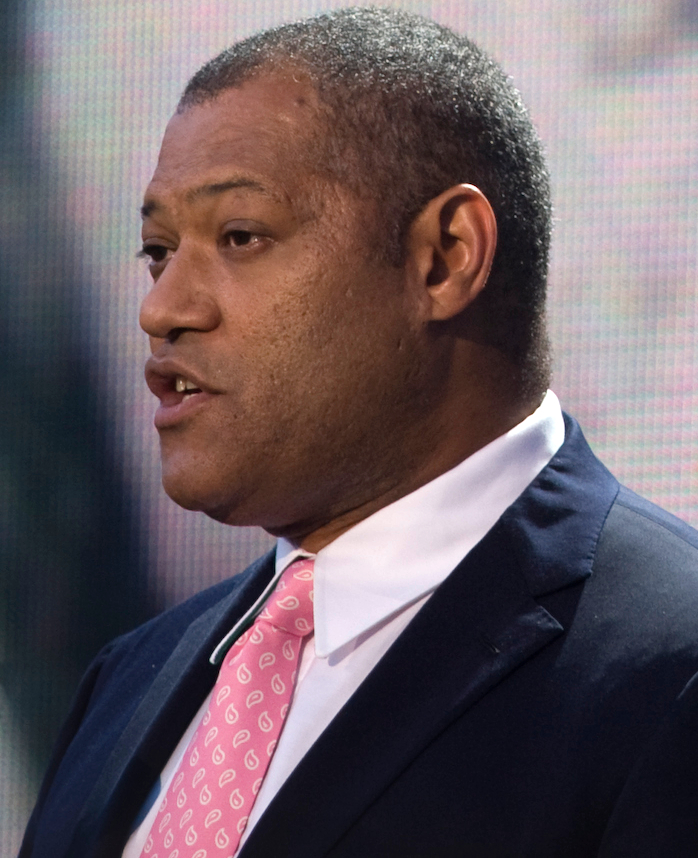
Laurence Fishburne în 2009

Aceasta este filmografia lui Laurence Fishburne:

## Film
| An   | Titlu                                       | Rol                             | Note                                |
| ---- | ------------------------------------------- | ------------------------------- | ----------------------------------- |
| 1972 | If You Give a Dance, You Gotta Pay the Band | Fish                            | Film TV                             |
| 1975 | Cornbread, Earl and Me                      | Wilford Robinson                | Creditat ca Laurence Fishburne III  |
| 1979 | Fast Break                                  | Street Kid                      | Creditat ca Laurence Fishburne III  |
| 1979 | Apocalypse Now                              | Tyrone 'Clean' Miller           | Creditat ca Larry Fishburne         |
| 1980 | Willie & Phil                               | Wilson                          | Creditat ca Laurence Fishburne III  |
| 1980 | A Rumor of War                              | Lightbulb                       | Creditat ca Larry Fishburne Film TV |
| 1982 | Death Wish II                               | Cutter                          | Creditat ca Laurence Fishburne III  |
| 1982 | I Take These Men                            | Hank Johnson                    | Creditat ca Larry Fishburne         |
| 1983 | For Us the Living: The Medgar Evers Story   | Jimbo Collins                   | Creditat ca Larry Fishburme Film TV |
| 1983 | Rumble Fish                                 | Midget                          | Creditat ca Larry Fishburne         |
| 1984 | The Cotton Club                             | Bumpy Rhodes                    | Creditat ca Larry Fishburne         |
| 1985 | The Color Purple                            | Swain                           | Creditat ca Larry Fishburne         |
| 1986 | Quicksilver                                 | Voodoo                          | Creditat ca Larry Fishburne         |
| 1986 | Band of the Hand                            | Cream                           | Creditat ca Larry Fishburne         |
| 1987 | A Nightmare on Elm Street 3: Dream Warriors | Max                             | Creditat ca Larry Fishburne         |
| 1987 | Gardens of Stone                            | Sgt. Flanagan                   | Creditat ca Larry Fishburne         |
| 1987 | Cherry 2000                                 | Glu Glu Lawyer                  | Creditat ca Larry Fishburne         |
| 1988 | School Daze                                 | Vaughn "Dap" Dunlap             | Creditat ca Larry Fishburne         |
| 1988 | Red Heat                                    | Lt. Charlie Stobbs              | Creditat ca Larry Fishburne         |
| 1990 | King of New York                            | Jimmy Jump                      | Creditat ca Larry Fishburne         |
| 1990 | Cadence                                     | Stokes                          | Creditat ca Larry Fishburne         |
| 1991 | Class Action                                | Nick Holbrook                   | Creditat ca Larry Fishburne         |
| 1991 | Boyz n the Hood                             | Furious Styles                  | Creditat ca Larry Fishburne         |
| 1992 | Deep Cover                                  | Russell Stevens Jr./John Hull   | Creditat ca Larry Fishburne         |
| 1993 | What's Love Got to Do with It               | Ike Turner, Sr.                 |                                     |
| 1993 | Searching for Bobby Fischer                 | Vinnie                          |                                     |
| 1995 | Higher Learning                             | Professor Maurice Phipps        |                                     |
| 1995 | Bad Company                                 | Nelson Crowe                    |                                     |
| 1995 | Just Cause                                  | Sheriff Tanny Brown             |                                     |
| 1995 | The Tuskegee Airmen                         | Hannibal Lee                    | Film TV                             |
| 1995 | Othello                                     | Othello                         |                                     |
| 1996 | Fled                                        | Piper                           |                                     |
| 1997 | Miss Evers' Boys                            | Caleb Humphries                 |                                     |
| 1997 | Event Horizon                               | Captain Miller                  |                                     |
| 1997 | Hoodlum                                     | Bumpy Johnson                   |                                     |
| 1998 | Always Outnumbered                          | Socrates Fortlow                |                                     |
| 1999 | The Matrix                                  | Morpheus                        |                                     |
| 2000 | Once in the Life                            | 20/20 Mike                      |                                     |
| 2001 | Osmosis Jones                               | Thrax                           | Voce                                |
| 2003 | Biker Boyz                                  | Smoke                           |                                     |
| 2003 | The Matrix Reloaded                         | Morpheus                        |                                     |
| 2003 | Mystic River                                | Sergeant Whitey Powers          |                                     |
| 2003 | The Matrix Revolutions                      | Morpheus                        |                                     |
| 2005 | Assault on Precinct 13                      | Marion Bishop                   |                                     |
| 2005 | Kiss Kiss Bang Bang                         | Bear in Genaros Beer Commercial | Voce Necreditat                     |
| 2006 | Akeelah and the Bee                         | Dr. Larabee                     |                                     |
| 2006 | Mission: Impossible III                     | Theodore Brassel                |                                     |
| 2006 | Five Fingers                                | Ahmat                           |                                     |
| 2006 | Bobby                                       | Edward                          |                                     |
| 2007 | TMNT                                        | Narrator                        | Voce                                |
| 2007 | Fantastic Four: Rise of the Silver Surfer   | Silver Surfer                   | Voce                                |
| 2007 | The Death and Life of Bobby Z               | Tad Gruzsa                      |                                     |
| 2008 | 21                                          | Cole Williams                   |                                     |
| 2008 | Tortured                                    | Archie Green                    | Direct-to-video                     |
| 2008 | Days of Wrath                               | Mr. Stafford                    |                                     |
| 2009 | Black Water Transit                         | Jack                            | Ne-lansat                           |
| 2009 | Armored                                     | Baines                          |                                     |
| 2010 | Predators                                   | Noland                          |                                     |
| 2011 | Have a Little Faith                         | Henry Covington                 | Film TV                             |
| 2011 | Contagion                                   | Dr. Ellis Cheever               |                                     |
| 2013 | The Colony                                  | Briggs                          |                                     |
| 2013 | Man of Steel                                | Perry White                     |                                     |
| 2013 | Khumba                                      | Seko the Zebra                  | Voce                                |
| 2014 | Ride Along                                  | Omar                            |                                     |
| 2014 | Rudderless                                  | Del                             |                                     |
| 2014 | The Signal                                  |                                 |                                     |
| 2016 | Untitled Batman/Superman Film               | Perry White                     | Filmare                             |

## Televiziune
| An           | Titlu                          | Rol                       | Episod                                                            | Note                                            |
| ------------ | ------------------------------ | ------------------------- | ----------------------------------------------------------------- | ----------------------------------------------- |
| 1973–1976    | One Life to Live               | Dr. Joshua "Josh" Hall #1 | Necunoscut                                                        | Rol secundar                                    |
| 1980         | The Six O'Clock Follies        | Robby Robinson            | Necunoscut                                                        | Creditat ca Larry Fishburne                     |
| 1981         | Trapper John, M.D.             | Hobie                     | "Finders Keepers" (sezonul 2: episodul 12)                        | Creditat ca Larry Fishburne Apariție ca invitat |
| 1982         | M*A*S*H                        | Corporal Dorsey           | "The Tooth Shall Set You Free" (sezonul 10: episodul 14)          | Creditat ca Larry Fishburne Apariție ca invitat |
| 1982         | Strike Force                   | F.T.                      | "Humiliation" (sezonul 1: episodul 16)                            | Creditat ca Larry Fishburne Apariție ca invitat |
| 1986–1987    | Pee-wee's Playhouse            | Cowboy Curtis             | 5 episoade                                                        | Rol secundar                                    |
| 1986         | Hill Street Blues              | Maurice Haynes            | "Look Homeward, Ninja" (sezonul 6: episodul 20)                   | Apariție ca invitat                             |
| 1986         | Miami Vice                     | Prison Guard Keller       | "Walk-Alone" (sezonul 3: episodul 4)                              | Creditat ca Larry Fishburne Apariție ca invitat |
| 1987         | Spenser: For Hire              | David Mukende             | "Personal Demons" (sezonul 2: episodul 14)                        | Creditat ca Larry Fishburne Apariție ca invitat |
| 1989         | The Equalizer                  | Casey Taylor              | "Race Traitors" (sezonul 4: episodul 20)                          | Apariție ca invitat                             |
| 1991         | American Experience            | Martin Delany             | "The Massachusetts 54th Colored Infantry" (sezonul 4: episodul 3) | Voce Apariție ca invitat                        |
| 1993         | TriBeCa                        | Martin                    | The Box (sezonul 1: episodul 1)                                   | Apariție ca invitat                             |
| 2008–2011    | CSI: Crime Scene Investigation | Dr. Raymond Langston      | 61 episoade                                                       | Rolul principal                                 |
| 2009         | CSI: Miami                     | Dr. Raymond Langston      | "Bone Voyage" (sezonul 8: episodul 7)                             | Apariție ca invitat                             |
| 2009         | CSI: NY                        | Dr. Raymond Langston      | "Hammer Down" (sezonul 6: episodul 7)                             | Apariție ca invitat                             |
| 2013–prezent | Hannibal                       | Jack Crawford             | 13 episoade                                                       | Rolul principal                                 |

## Jocuri video
| An   | Titlu                     | Rol                  | Note |
| ---- | ------------------------- | -------------------- | ---- |
| 2000 | Spider-Man                | Uatu the Watcher     | Voce |
| 2003 | Enter the Matrix          | Morpheus             | Voce |
| 2005 | The Matrix Online         | Morpheus             | Voce |
| 2005 | True Crime: New York City | Isaiah Reed          | Voce |
| 2009 | CSI: Deadly Intent        | Dr. Raymond Langston | Voce |
| 2010 | CSI: Fatal Conspiracy     | Dr. Raymond Langston | Voce |